# 穆罕默德·西亞德·巴雷
穆罕默德·西亞德·巴雷（1919年10月6日—1995年1月2日）是索馬利亞的政治家和軍人，曾任該國第三任總統。穆罕默德·西亚德·巴雷会说三种语言，英语、索马里语和意大利语。

## 生平
穆罕默德·西亚德·巴雷的出生记录尚不清楚。人们对他的确切出生年份进行了猜测，从 1909 年到 1921 年不等;尽管如此，人们普遍认为他是 1910 年左右出生于牧师父母。

## 统治
1969年，在总统阿卜迪拉希德·阿里·舍馬克被其保镖刺杀后，西亞德通过一场不流血的政變夺取政权，建立索马里民主共和国，自任索马里总统兼最高革命委员会主席。

### 内政
他以歐加登戰爭為契機扩张权力以完成大索马里的愿望，并试图消灭索马里传统氏族体系，其高压统治制造了伊萨克种族灭绝等罪行。同时发展军事，与苏联交好，并推进土地改革。

### 外交

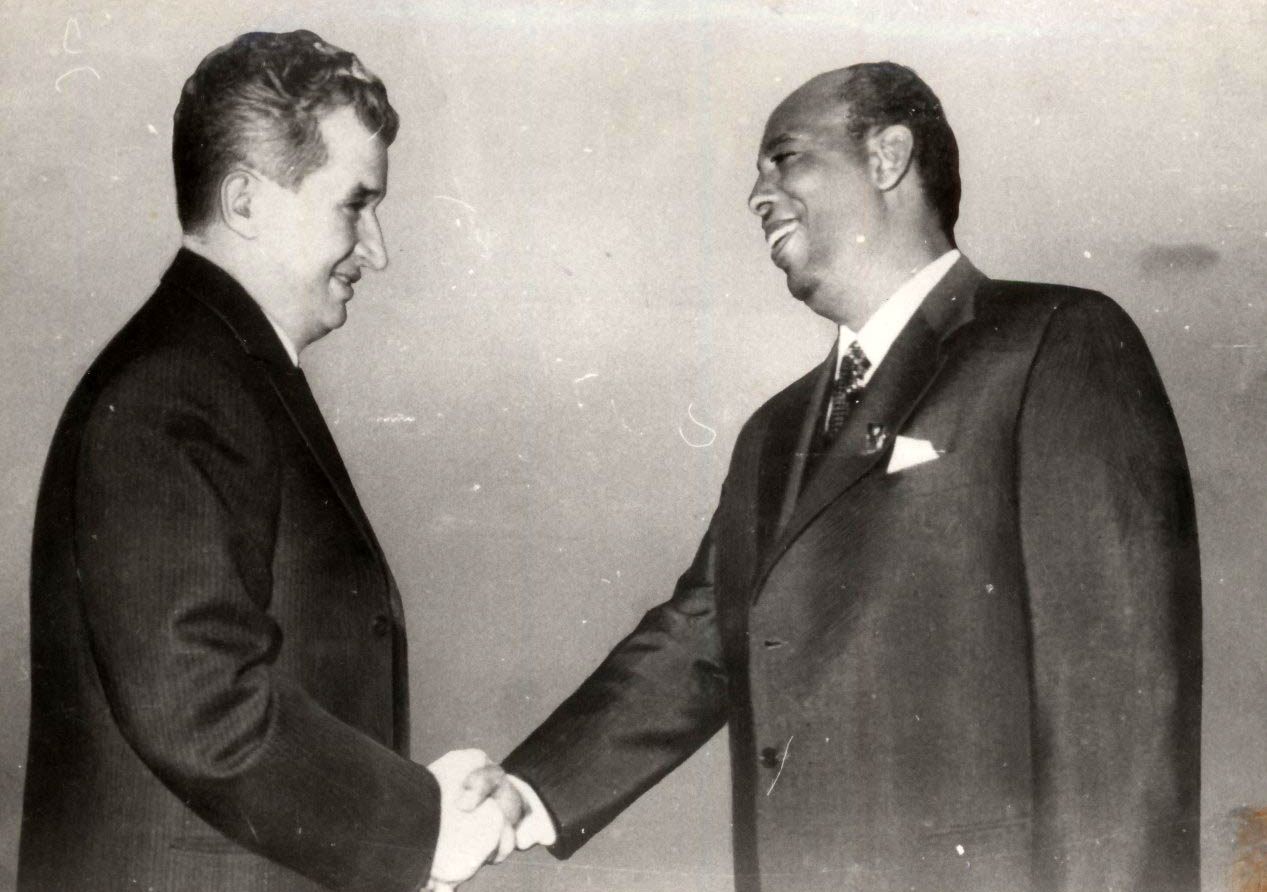
1976年，巴雷与齐奥塞斯库在莫斯科亲切握手

因苏联于欧加登战争中支持埃塞俄比亚一方，巴雷便与苏联交恶，转而倒向美国和同与苏联决裂的中华人民共和国，先后于1963年、1972年、1978年三次访华。美国要求索马里“民主”并释放民族政治犯才能提供军事帮助。此要求为巴雷政府倒台和索马里内战埋下了祸根。

## 晚年
欧加登战争后，索马里原本的经济和军事力量被摧毁，饥荒开始，巴雷的支持率直降。由于索马里的部族政治基础深厚，加上巴雷统治期间极力压制各部族的政治诉求，甚至动用军队镇压有异议的部族及抓捕其领导人，因此产生了大量地下部族政治运动和分离主义政治势力。当巴雷应欧美要求特赦民族政治犯并实施民主化后，索马里的政治形势迅速部族化和军阀化，无疑对索马里的政治和经济雪上加霜。1991年，巴雷被推翻，新政权无力阻止部族军阀化，加上军方也有部族主义和腐败问题，很多部族获得了武装支持，索马里内战开始。巴雷之後流亡到尼日利亚的拉各斯，后於1995年在此去世。

## 荣誉
1972年，朝鲜曾授予巴雷“朝鲜民主主义人民共和国一级国旗勋章”。